# بوكو (ظبي)
البوكو (الاسم العلمي: Kobus vardonii) ظبي متوسط الحجم وجد في الأراضي العشبية الرطبة في جنوب جمهورية الكونغو الديمقراطية، ناميبيا، تنزانيا وزامبيا.

## معرض صور

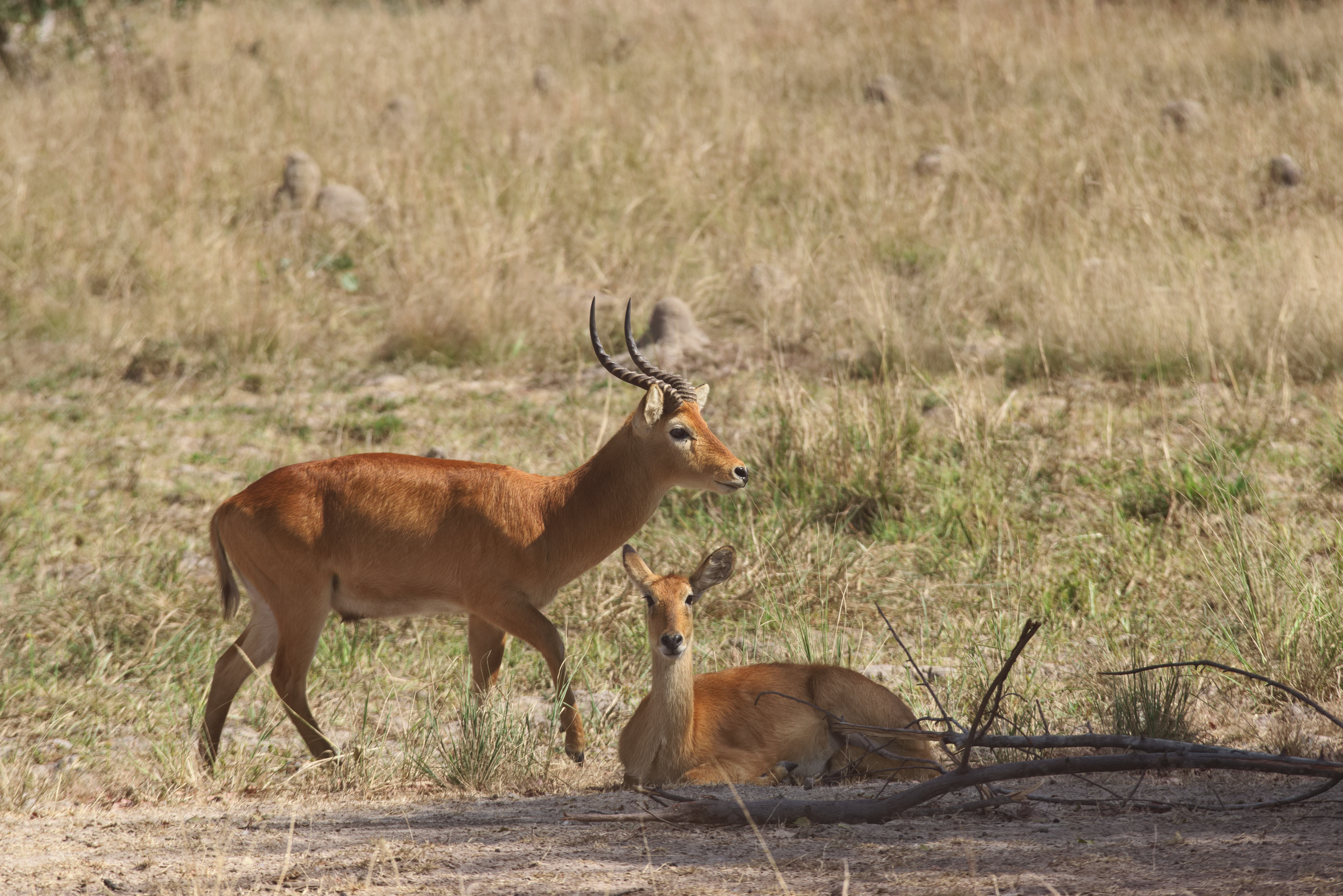
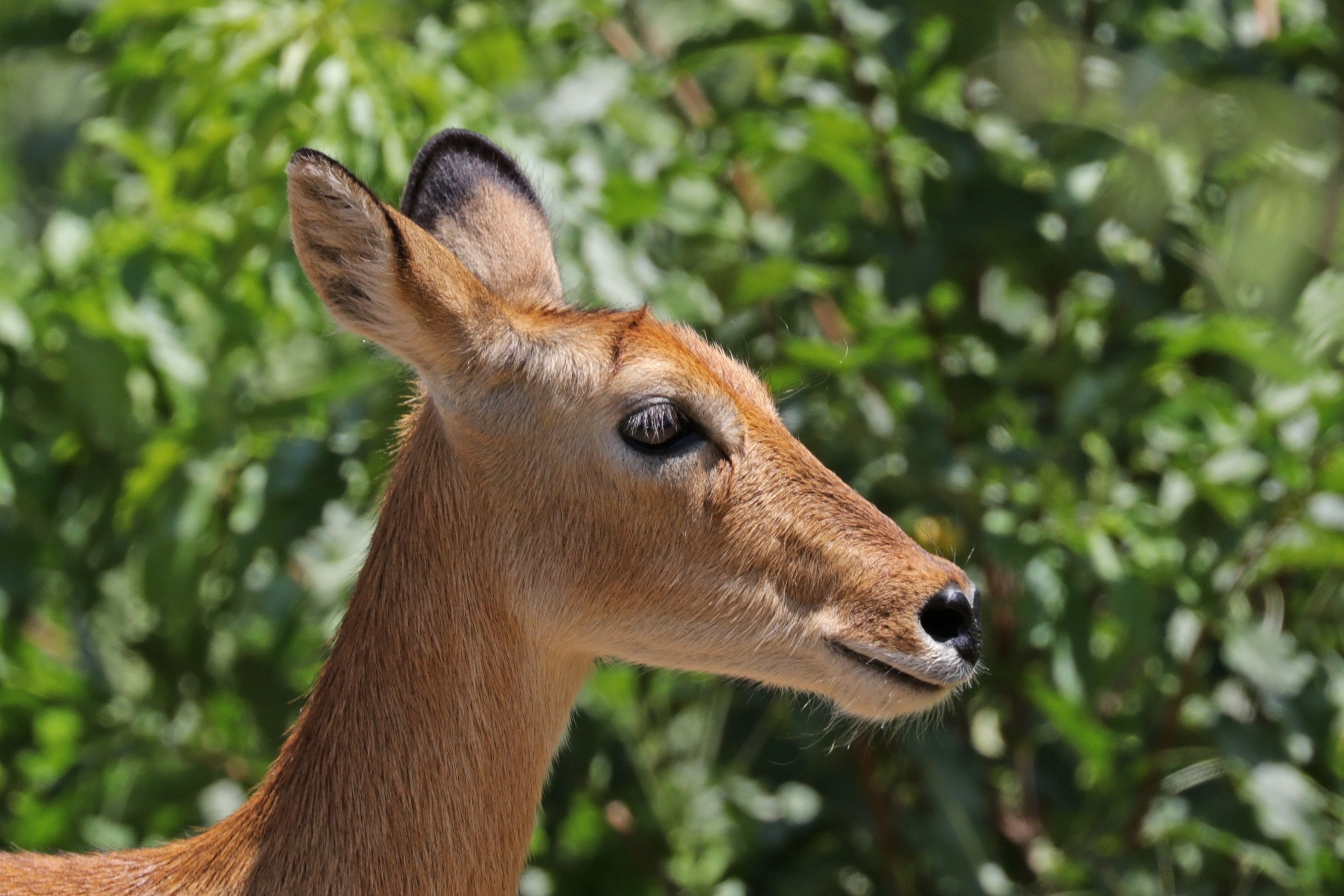
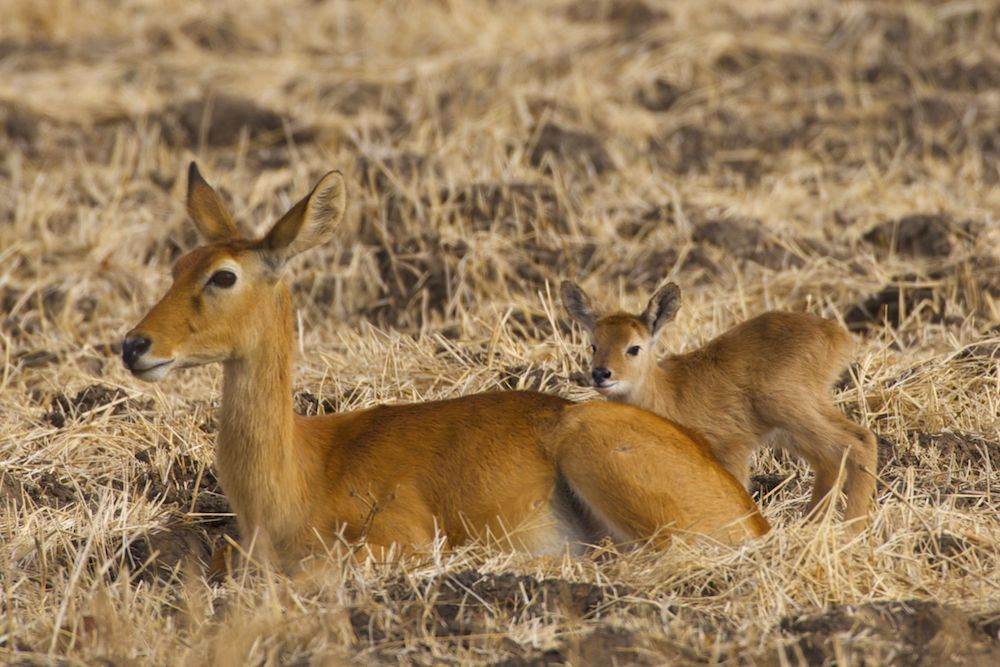
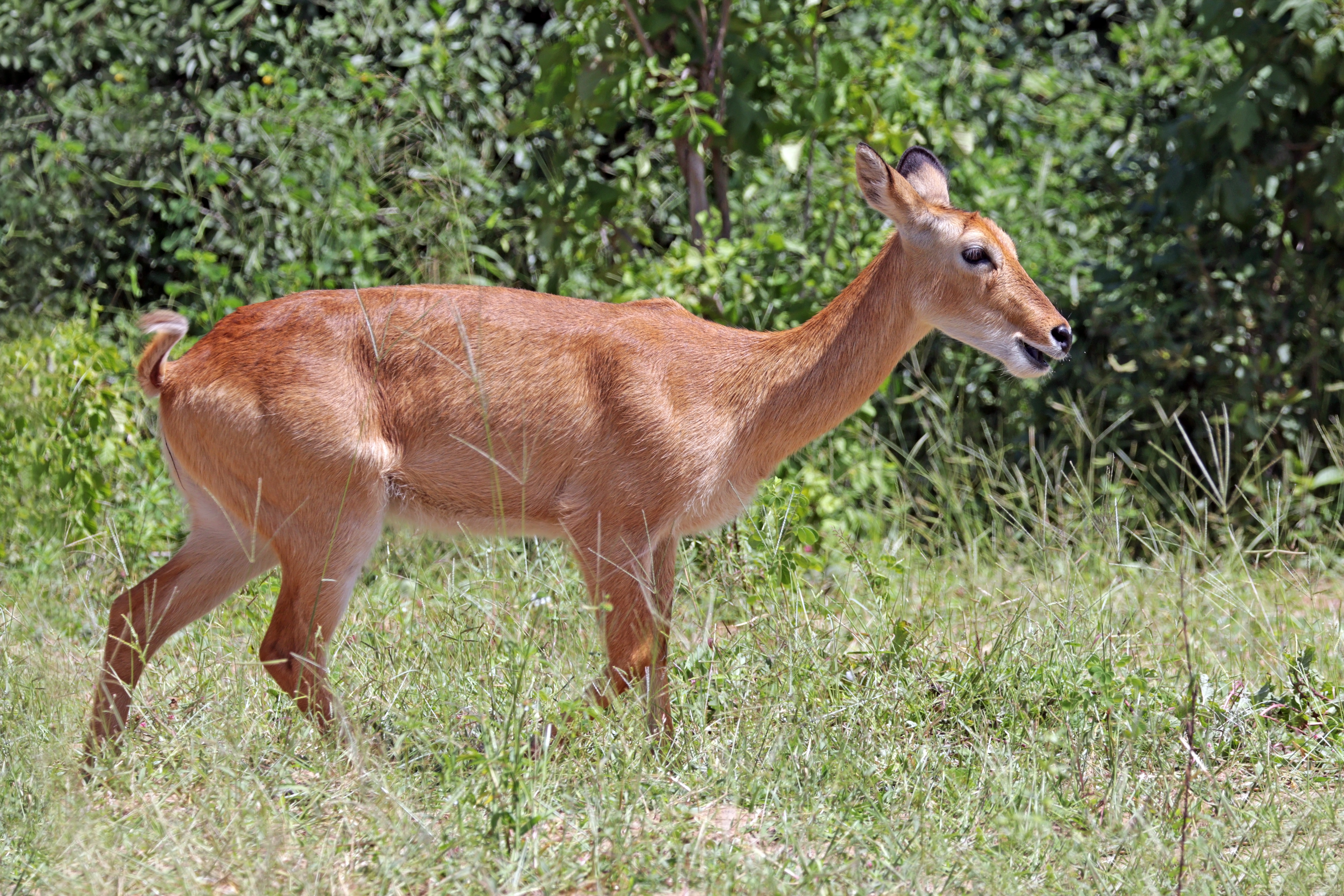
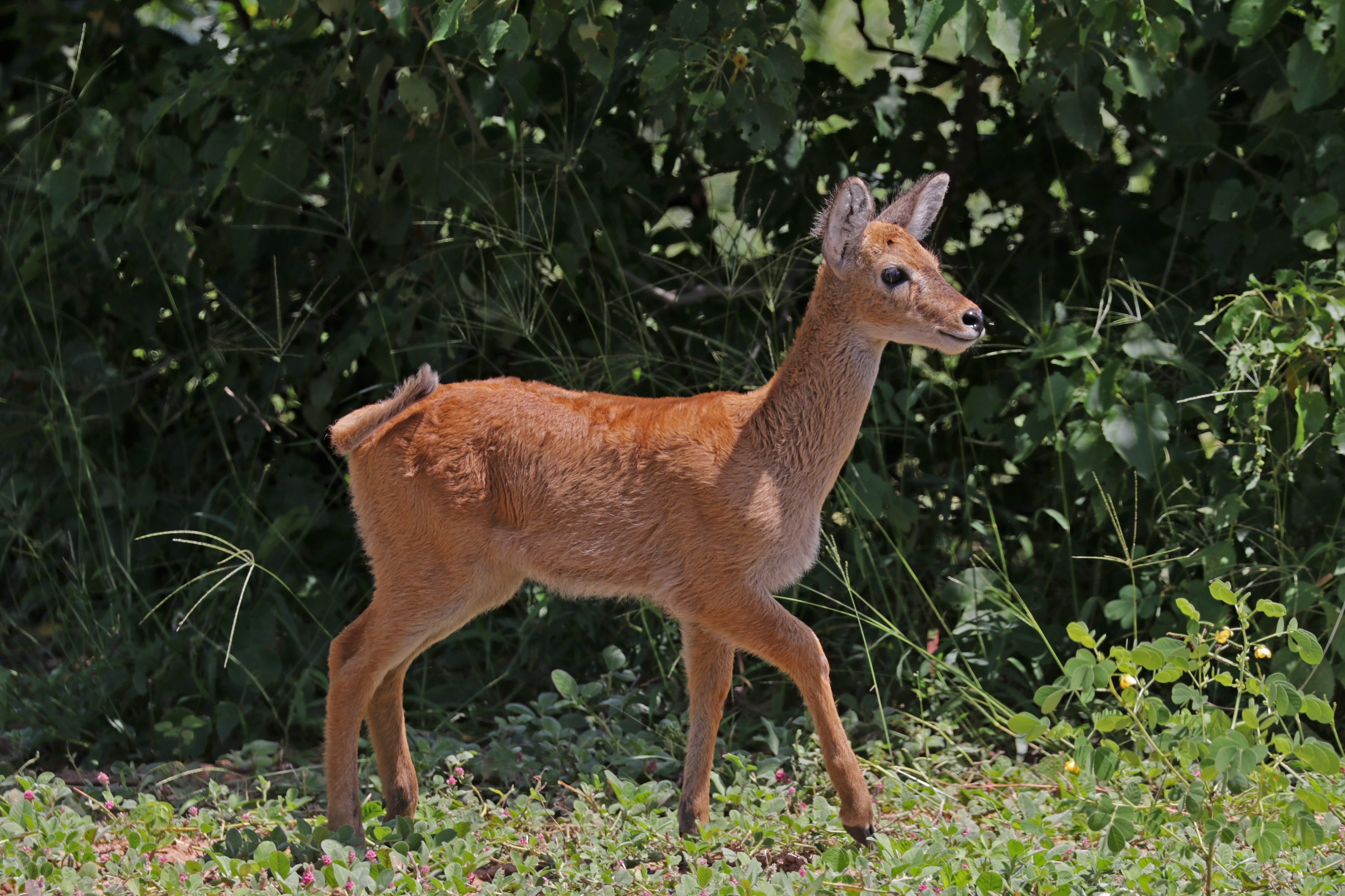